# ジャスワント・シング2世
ジャスワント・シング2世（Jaswant Singh II, 1838年 - 1895年10月11日）は、北インドのラージャスターン地方、ジョードプル藩王国の君主（在位：1873年 - 1895年）。

## 生涯
1838年、ジャスワント・シングはジョードプル藩王国の一族タクト・シングの息子として、アフマドナガルで生まれた。
1873年2月13日、父タクト・シングが死亡したことにより、ジャスワント・シング2世が藩王位を継承した。
1895年10月11日、ジャスワント・シング2世は死亡し、息子のサルダール・シングが藩王位を継承した。